# Ridefogedlukke
Ridefogedlukke er en skov beliggende nordvest for bebyggelsen Østermark i Elmelunde Sogn på Møn. Den tilhører godset Nordfelt.
|  | Denne artikel om lokaliteten Ridefogedlukke kan blive bedre, hvis der indsættes et (bedre) billede. Du kan hjælpe ved at afsøge Wikimedia Commons for et passende billede eller lægge et op på Wikimedia Commons med en af de tilladte licenser og indsætte det i artiklen. |

55°0′56.95″N 12°21′19.79″Ø / 55.0158194°N 12.3554972°Ø